# Donald Spencer
Donald Clayton Spencer (* 25. April 1912 in Boulder, Colorado; † 23. Dezember 2001 in Scottsdale in Arizona) war ein US-amerikanischer Mathematiker, der vor allem in algebraischer Geometrie und Analysis (u. a. partielle Differentialgleichungen) arbeitete.

## Leben und Wirken
Donald Spencer studierte an der University of Colorado (Bachelor 1934) und am Massachusetts Institute of Technology (MIT, Bachelor in Flugzeugtechnik 1936) und wurde 1939 an der University of Cambridge in England bei John Edensor Littlewood und Godfrey Harold Hardy promoviert (On the Hardy-Littlewood Problem of Diophantine Approximations and Its Generalizations). Danach war er 1939 bis 1942 am MIT und danach an der Stanford University. 1950 bis 1963 war er an der Princeton University, 1963 bis 1968 nochmals in Stanford und danach bis 1978 wieder Professor in Princeton.
Ab den 1940er Jahren arbeitete er mit Albert C. Schaeffer über das Bieberbachsche Problem (Koeffizienten in der Potenzreihenentwicklung schlichter Funktionen). In den 1950er Jahren entwickelte er mit Kodaira Kunihiko in Princeton die Kodaira-Spencer-Theorie (Deformationstheorie komplexer Strukturen), für die er vor allem bekannt ist.
1948 erhielt er mit A. C. Schaeffer den Bôcher Memorial Prize. Er war seit 1961 Mitglied der National Academy of Sciences und seit 1967 der American Academy of Arts and Sciences. 1989 erhielt er die National Medal of Science. 1970 war er Invited Speaker auf dem Internationalen Mathematikerkongress in Nizza (Overdetermined operators: some remarks on symbols).
Zu seinen Doktoranden zählen Phillip Griffiths und Pierre Conner.

## Schriften
- Selecta, 3 Bände, World Scientific, 1985.
- mit Schaeffer: Coefficient Regions for schlicht functions. AMS Colloquium Publications 1950.
- mit M. Schiffer: Functionals of Finite Riemann Surfaces. Princeton 1954.
- mit Nickerson, Norman Steenrod: Advanced Calculus. Van Nostrand 1959.
- mit A. Kumpera: Lie equations. Band 1, Annals of Mathematical Studies, Princeton 1972.